# Exelastis atomosa
Exelastis atomosa is een vlinder uit de familie vedermotten (Pterophoridae). De wetenschappelijke naam van deze soort is voor het eerst geldig gepubliceerd in 1885 door Walsingham.
De soort komt voor in tropisch Afrika.